# Motivpunze

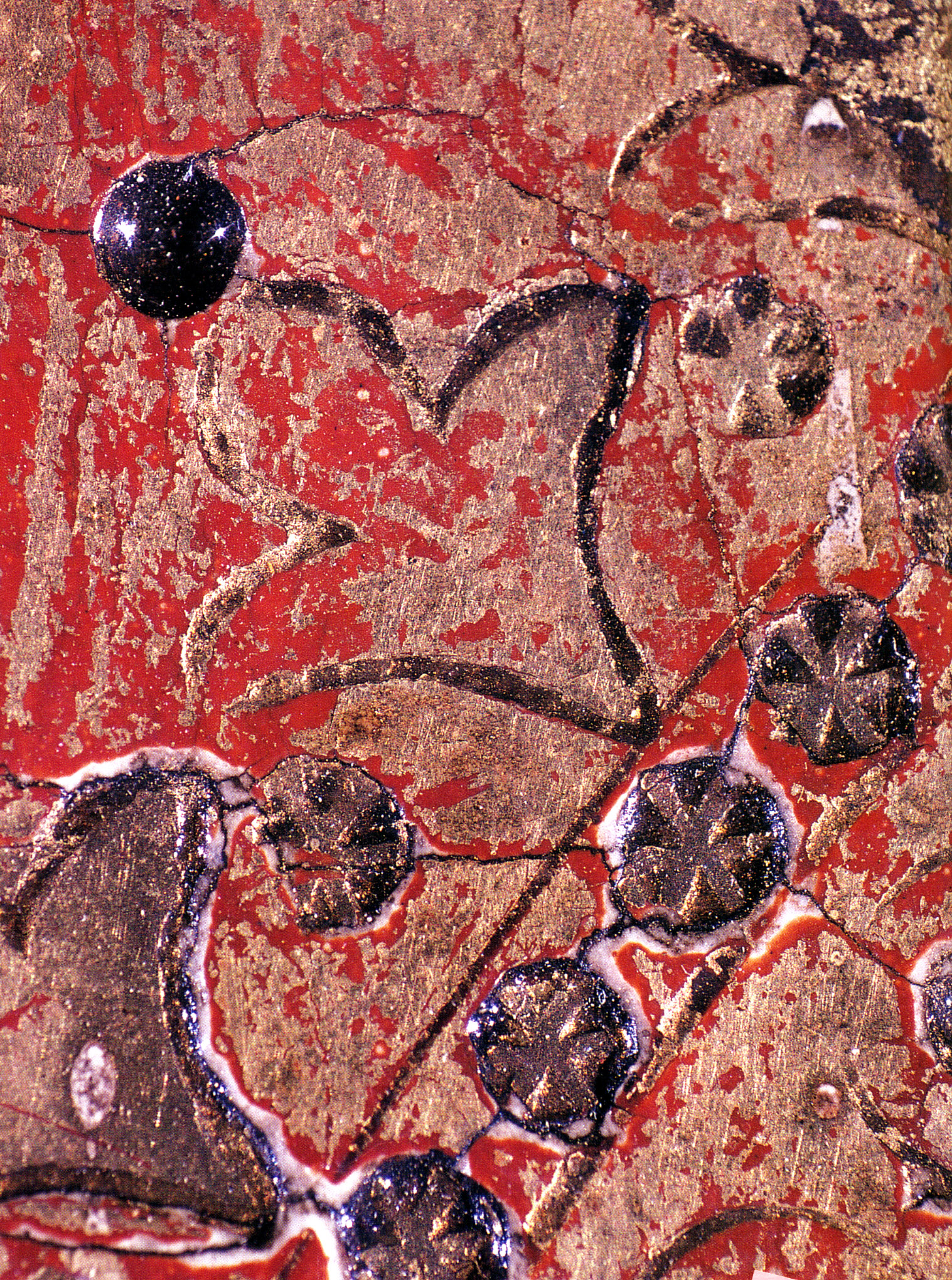
Motivpunzen dienten zur optischen "Bereicherung" der vergoldeten Hintergründe in der mittelalterlichen Tafelmalerei.

Motivpunzen sind Punzen mit motivischen Formen (Sterne, Blätter etc.), die von den Künstlern im Mittelalter in die vergoldeten Hintergründe ihrer Gemälde (Goldgrundbild) gedrückt wurden. Sie dienten zu Bereicherung und Belebung des Goldgrundes.

## Entwicklung
Motivpunzen lassen sich schon in der byzantinischen Malerei des 6. Jahrhunderts nachweisen, bereichern aber erstmals im 13. Jahrhundert die Goldgrundbilder in Lucca und Florenz. Motivpunzen vererbten sich von einer Künstlergeneration auf die nächste, wurden aber auch zwischen den Künstlerwerkstätten ausgetauscht.

## Bedeutung
Motivpunzen können neben dem Motiv weitere charakteristische Merkmale wie feine Kerben aufweisen, an denen sie identifiziert werden können. In Fragen der Datierung, Zuschreibung und Echtheit eines Gemäldes, kann die Untersuchung damit von Bedeutung sein. Dies ist insbesondere in der noch von starren Zunftordnungen geprägten mittelalterlichen Tafelmalerei der Fall, in der die Gemälde in der Regel unsigniert sind, und die „Handschrift“ eines Künstlers kaum charakteristische Eigenheiten aufweist.